# 世界哈囉日
世界哈囉日（英語：World Hello Day）又簡稱「世在Hello」，是每年11月21日的一個紀念節日，以表達應通過溝通而不是使用武力來解決衝突。參與者在這一天向十個人或更多人進行口頭問候，以表達個人交流對維護和平的重要性。作為對贖罪日戰爭的回應，每年的全球活動於1973年開始慶祝。

## 背景
每年的11月21日是世界哈囉日。目標是在這一天至少向十個人打招呼，其要傳達的訊息是讓世界領導人使用溝通而不是武力來解決衝突。
世界哈囉日是1973年由畢業於亞利桑那州立大學的博士布萊恩·麥科馬克（Brian McCormack）和畢業於哈佛大學的麥可·麥科馬克（Michael McCormack）為應對贖罪日戰爭而創立。麥科馬克兄弟用七種語言向世界各地的政府領導人郵寄了1,360封信，鼓勵他們參與第一個世界哈囉日。從那時起，目前有180個國家的人們在紀念世界哈囉日。
任何人都可以參加世界哈囉日，只需向十個人或更多人打招呼，這表明個人交流對維護和平的重要性。世界哈囉日是針對1973年秋季埃及和以色列之間的衝突而開始的。世界各地的人們利用世界哈囉日這一契機，表達他們對世界和平的關注。從世界哈囉日的一句簡單問候開始，他們的活動向領導人傳遞了一個訊息，鼓勵他們使用溝通而不是武力來解決衝突。在第一年，世界哈囉日獲得15個國家的支持。
諾貝爾和平獎得主是注意到世界哈囉日作為維護和平的工具以及作為使世界上任何人都有可能為創造和平進程作出貢獻的場合的價值的人之一。其他支持者包括近100名作家、藝人和世界領導人。

## 外部連結
- World Hello Day – Article / Poems / Images
- 官方網站 （页面存档备份，存于）